# Wilhelmina de Veer-de Lange
Wilhelmina Petronella Rudolfina de Veer-de Lange (Amsterdam, 21 mei 1875 – Amsterdam, 16 december 1922) was een Nederlands zangpedagoog.
Ze was dochter van Alida Maria Wilhelmina van Oordt en musicus Daniël de Lange. Zus Aafje de Lange (1872-1940) was pianiste en violiste en trouwde met dirigent/componist Anton Tierie. Zijzelf trouwde met pianist Johan de Veer.
Ze kreeg haar opleiding aan de muziekinstituten in Amsterdam, zowel aan het muzieklyceum als aan het Conservatorium van Amsterdam. Haar vader gaf haar les in zang en piano. Ze verkoos een loopbaan als zanglerares boven het solo zingen. Ze werd zanglerares aan de muziekschool van de Maatschappij tot Bevordering der Toonkunst in Haarlem, als ook aan het door het echtpaar opgerichte "Instituut voor Muziek". Daarnaast gaf zij leiding aan het "Amsterdamsch Vrouwenkoor". Daarmee zong ze met veel bekendere musici als Charles Tournemire (Frans componist), Carl Flesch (befaamd violist) (beiden in de Lutherse Kerk) en Max Fiedler concerten. Ja, het overlijden van haar man werd ze directrice van het Instituut voor Muziek. Ze had ook zitting in jury’s bij zangwedstrijden.
Bekende leerlingen waren Faniëlla Poons, Jo Vincent en Adriana Wolters, dochter van Martinus Wolters. 
Ze overleed na een kort ziekbed waarvoor ze verpleegd werd in de Boerhaave kliniek, alwaar ze overleed. Een kwart jaar later, maart 1923, sloot het Instituut voor Muziek, dat ook wel concerten organiseerde, haar deuren.